# 연합 수바디베 공화국
수바디베 공화국(디베히어: އެކުވެރި ސުވައިދީބު ޖުމްހޫރިއްޔާ)은 1959년에서 1963년까지 한시적으로 독립상태에 있었던 공화국으로 지금의 몰디브 공화국의 일부에 속한다. 몰디브의 남쪽 끝에 있는 앗두섬, 후바두섬, 푸바흐물라섬 등의 산호섬들로 구성되었다. 수바디베 공화국의 일시적인 독립은 몰디브가 현대 국가로 발전하는 가운데 발생하였다. 이웃의 인도와 스리랑카(당시에는 실론) 등이 독립하는 가운데, 당시 몰디브는 아직 영국의 보호령으로 남아 있었는데, 수바디베 공화국이란 이름으로 몰디브 남쪽의 산호섬들이 연합하여 1959년에 독립을 선언했다. 수바디베 공화국은 1963년에 몰디브가 독립을 선언하자 몰디브의 일부로 다시 가입하여 저절로 소멸되었다.